# ساموئل آوتیسیان (دولتمرد)
ساموئل سریوژایی آوتیسیان (ارمنی: Սամվել Սերյոժայի Ավետիսյան؛ زادهٔ ۳ ژانویهٔ ۱۹۵۲) یک سیاستمدار و استاد اهل ارمنستان است که از تاریخ ۱۹۹۹ تا تاریخ ۲۰۰۲ سمت نمایندگی دوره دوم مجلس ملی جمهوری ارمنستان را برعهده داشت.

## زندگی‌نامه
در ۳ ژانویهٔ ۱۹۵۲ در آخوریان به دنیا آمد و از دانشگاه ملی علوم کشاورزی ارمنستان فارغ‌التحصیل شد. 

## یادداشت
1. ↑  ՀՀ գյուղատնտեսության նախարարի առաջին տեղակալ
2. ↑  տնտեսագիտական գիտությունների թեկնածու